# Клавдиан
Вижте пояснителната страница за други личности с името Клавдиан.
Клавдий Клавдиан или само Клавдиан (на латински: Claudius Claudianus, Claudian; * 370 г., Александрия; † 404/405 г.) е един от последните големи късноантични латински поети на Римската империя от края на ІV и началото на V век.

## Биография
Той произлиза вероятно от Александрия в Египет в двуезично семейство и знае гръцки и латински. Като странстващ поет той пътува из гръкоезичния Изток.
През 394 г. той е в Рим и пише на латински. Става дворцов поет при западноримския император Флавий Хонорий и неговия пълководец Стилихон.

## Творчество
- „Monumenta Germaniae Historica“[1]
- „Панегирик за консулите Пробин и Олибрий“ – „Panegyricus dictus Probino et Olybrio consulibus“
- „Похищение на Прозерпина“ – „De raptu Proserpinae“ (3 книги)
- „Против Руфин“ – „In Rufinum“
- „Гилдонова война“ – „De Bello Gildonico“
- „Против Евтропий“ – „In Eutropium“
- „Епиталамий за брака на Хонорий и Мария“ – „Fescennina“ / „Epithalamium de Nuptiis Honorii Augusti“
- „Панегирик за третия консулат на Хонорий“ – „Panegyricus de Tertio Consulatu Honorii Augusti“
- „Панегирик за четвърия консулат на Хонорий“ – „Panegyricus de Quarto Consulatu Honorii Augusti“
- „Панегирик за консулството на Флавий Манлий Теодор“ – „Panegyricus de Consulatu Flavii Manlii Theodori“
- „За консулството на Стилихон“ – „De Consulatu Stilichonis“
- „Панегирик за шестия консулат на Хонорий“ – „Panegyricus de Sexto Consulatu Honorii Augusti“
- „Готската война“ „De Bello Gothico“
- Малки стихотворения – „carmina minora“
  - „Epithalamium Palladio et Celerinae“
  - „de Magnete“
  - „de Crystallo cui aqua inerat“